# Guglielmo I di Germania
Guglielmo I, nato Guglielmo Federico Ludovico (in tedesco: Wilhelm Friedrich Ludwig; Berlino, 22 marzo 1797 – Berlino, 9 marzo 1888), fu il primo imperatore tedesco (in tedesco Deutscher Kaiser) dal 1871 al 1888 e il settimo re di Prussia (in tedesco König von Preußen ) dal 1861 al 1888.
Primo imperatore della Germania moderna, fu soprannominato Wilhelm der Große, ossia Guglielmo il Grande. Sotto la sua leadership e quella del suo primo ministro, il famoso Otto von Bismarck, la Prussia riuscì ad unificare la Germania fondando l'Impero tedesco. Malgrado il suo lungo e fiducioso supporto nei confronti dell'operato di Bismarck, Guglielmo mantenne ad ogni modo forti riserve nei confronti delle politiche più reazionarie proposte dal suo governo, incluso uno spirito anti-cattolico ed il pugno di ferro coi sottoposti. Guglielmo fu un sovrano attento e gentile, meno conservatore e di idee più aperte e liberali rispetto ad esempio a quello che sarà suo nipote Guglielmo II alla guida della Germania.

## Biografia

### I primi anni e l'inizio della carriera militare

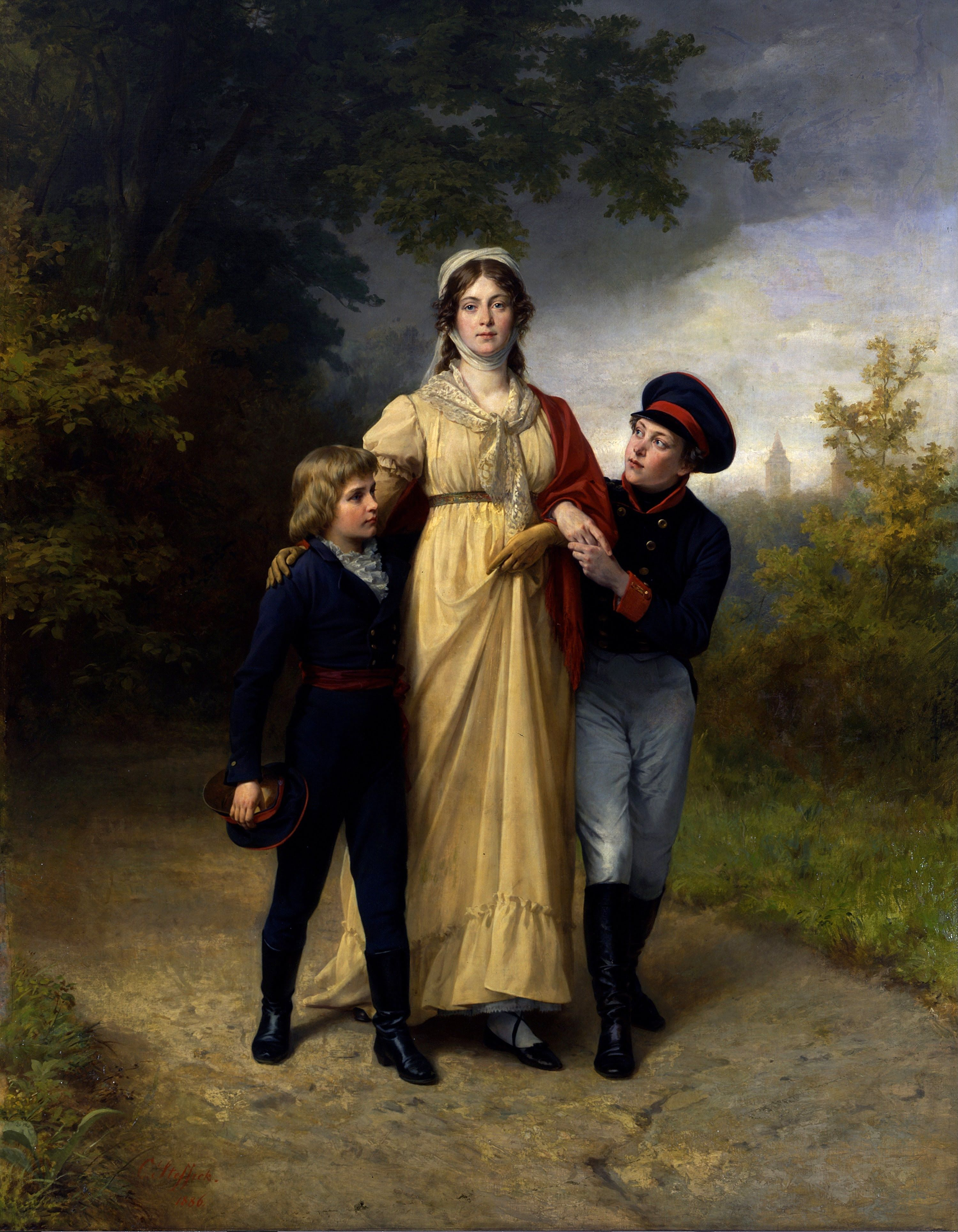
La regina Luisa di Prussia coi primi due figli (il futuro re Federico Guglielmo IV di Prussia ed il primo imperatore tedesco, Guglielmo I), in un dipinto del 1808 circa

Figlio secondogenito di Federico Guglielmo III, re di Prussia, e di sua moglie Luisa di Meclemburgo-Strelitz, Guglielmo nacque al Kronprinzenpalais di Berlino il 22 marzo 1797. Nell'anno stesso della sua nascita, suo nonno morì e suo padre divenne sovrano di Prussia. La sua posizione in secondo piano rispetto al trono lo aveva inizialmente tenuto al di fuori delle questioni politiche del suo tempo.
Dal 1801 al 1809 studiò sotto la guida del teologo ed educatore Johann Friedrich Gottlieb Delbrück, incaricato anche dell'istruzione di suo fratello maggiore. All'età di dodici anni venne nominato ufficiale dell'esercito prussiano da suo padre. Nel 1806, pur non avendo preso parte direttamente agli scontri in virtù della sua ancora troppo giovane età, vide la sconfitta dell'esercito prussiano da parte delle armate napoleoniche ed il crollo del Sacro Romano Impero, fatti che lo segneranno anche durante il suo regno e che gli faranno sempre propendere per una profonda antipatia nei confronti della Francia. Venne costretto ad un temporaneo esilio che lo portò a stabilirsi dapprima a Königsberg, poi a Memel, quindi a San Pietroburgo, nell'impero russo. Nel 1814 scese per la prima volta direttamente in campo e combatté contro Napoleone, distinguendosi come ottimo soldato sia nella campagna di Germania che nella guerra della sesta coalizione. Venne nominato capitano ed ottenne la croce di ferro a seguito della sua partecipazione alla battaglia di Bar-sur-Aube.
Nel 1815, Guglielmo venne promosso maggiore ed ottenne il comando del 1º reggimento della guardia. Sottoposto agli ordini del generale Gebhard Leberecht von Blücher, prese parte alle battaglie di Waterloo e di Ligny. Divenne nel contempo anche un eccellente diplomatico, venendo coinvolto in molte missioni dopo la caduta dell'Impero francese. Nel 1817 accompagnò sua sorella Carlotta a San Pietroburgo dove questa andò in sposa allo zar Nicola I di Russia.
Nel 1816, Guglielmo divenne comandante del battaglione di stanza a Stettino e nel 1818 venne promosso maggiore generale. L'anno successivo venne nominato ispettore del VII e dell'VIII corpo d'armata prussiano. Nel 1820, divenne comandante della 1ª divisione della guardia e nel 1825 venne promosso comandante generale del III corpo d'armata.

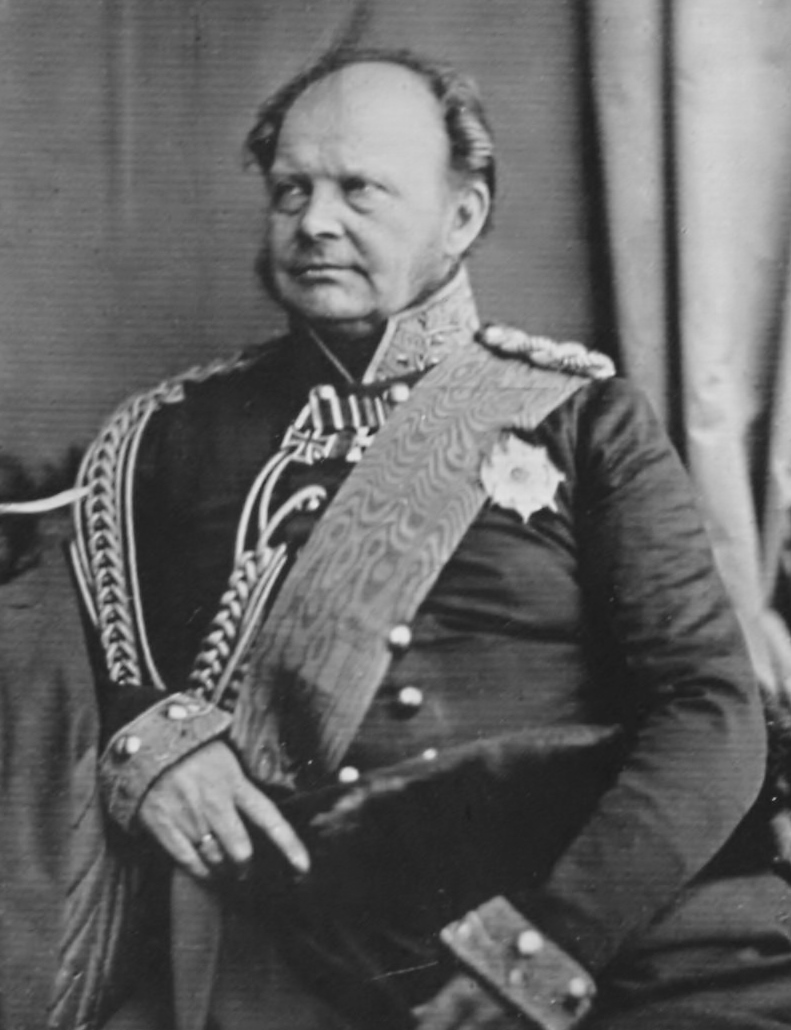
Federico Guglielmo IV di Prussia, fratello maggiore del futuro Guglielmo I

Nel 1826 Guglielmo venne costretto a interrompere la sua relazione con la nobildonna polacca Eliza Radziwiłł, sua cugina, della quale si era invaghito, dal momento che suo padre la riteneva inappropriata. Secondo alcune indiscrezioni, Eliza avrebbe avuto una figlia illegittima da Guglielmo che venne cresciuta da Joseph e Caroline Kroll, proprietari del Teatro Kroll di Berlino, ed alla quale venne posto il nome di Agnes. Questa sposò Carl Friedrich Ludwig Dettman (noto come "Louis") ed emigrò in seguito a Sydney, in Australia, nel 1849. Nel 1829, Guglielmo sposò quindi invece la principessa Augusta di Sassonia-Weimar-Eisenach, figlia del granduca Carlo Federico e di sua moglie, la granduchessa Maria Pavlovna di Russia, sorella dello zar Nicola I. Il loro matrimonio fu stabile, ma non fu dei più felici.
Alla morte di suo padre nel 1840, suo fratello maggiore divenne re di Prussia. Dal momento però che questi non aveva ancora avuto figli, Guglielmo fu il primo in linea di successione ed ottenne pertanto il titolo di prinz von Preußen. Contro le sue convinzioni personali, ma per lealtà verso suo fratello, Guglielmo approvò nel 1847 la costituzione del parlamento prussiano (Vereinigter Landtag) ed ottenne un seggio nella camera alta dello stesso, la Camera dei signori di Prussia.

### Il ruolo nelle rivoluzioni del 1848 in Germania

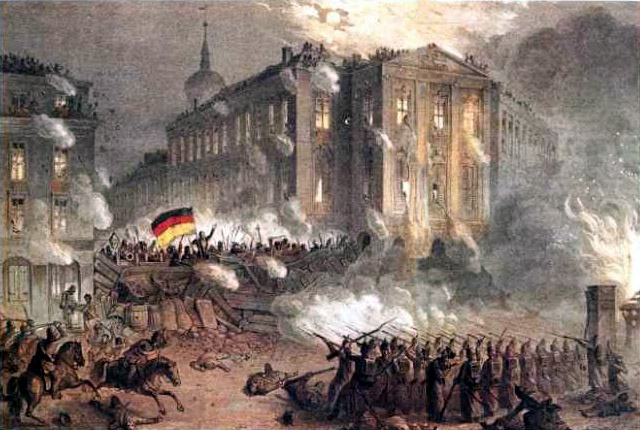
I combattimenti tra esercito e rivoluzionari a Berlino nel 1848

Nel corso delle rivoluzioni del 1848, Guglielmo riuscì a reprimere una rivolta scoppiata a Berlino contro il governo di suo fratello. La repressione nel sangue e l'uso dei cannoni contro i rivoltosi lo resero però impopolare per l'epoca, facendogli guadagnare il soprannome di Kartätschenprinz (Principe delle Granate). Il ruolo di Guglielmo, era visto come quello di un'eminenza grigia dietro il sovrano che si era dimostrato più volte tentennante, al contrario di lui che anche nell'ambito militare appariva molto più deciso. Questo atteggiamento lo rese oggetto di non poche critiche e dell'attenzione dei rivoluzionari. Quando il suo palazzo venne incendiato il 20 marzo 1848, il 23 marzo decise di partire per qualche tempo e riparare a Londra, in Inghilterra dove giunse travestito da mercante con lo pseudonimo di Wilhelm Oelrich; suo fratello del resto intendeva allontanarlo dalla Germania per il pericolo che, con la sua uccisione, non vi fosse un erede al trono. In Inghilterra, ad ogni modo, Guglielmo cercò ed ottenne anche l'appoggio alle sue azioni di diversi personaggi influenti della politica inglese come il principe Alberto di Sassonia-Coburgo-Gotha, Robert Peel, John Russell ed Henry John Palmerston. Tornò poco dopo sul continente europeo per reprimere la rivoluzione del Baden e la rivolta del Palatinato al seguito dell'esercito prussiano, del quale ottenne il comando generale. I conflitti erano scoppiati quando Federico Guglielmo IV aveva rifiutato le condizioni imposte dal parlamento di Francoforte per l'ottenimento di una corona imperiale "democratica" che gli venne proposta ed altri stati, seguendo il suo esempio avevano rifiutato la costituzione approvata provvisoriamente dal parlamento. Il granduca Leopoldo di Baden, ad esempio, venne costretto alla fuga dopo essersi rifiutato di accondiscendere alle imposizioni dei rivoltosi, ma chiese nel contempo l'intervento armato da parte del re di Prussia che inviò sul campo suo fratello Guglielmo con 60.000 uomini che marciarono vittoriosi e veloci lungo il Palatinato e nel Baden. Il filosofo Friedrich Engels, che si trovava alla guida dei rivoltosi, scrisse anni dopo a tal proposito: "Il popolo tedesco non dimentica le sparatorie di massa di Rastatt, come pure non dimentica i governanti che hanno ordinato questo atto vergognoso".

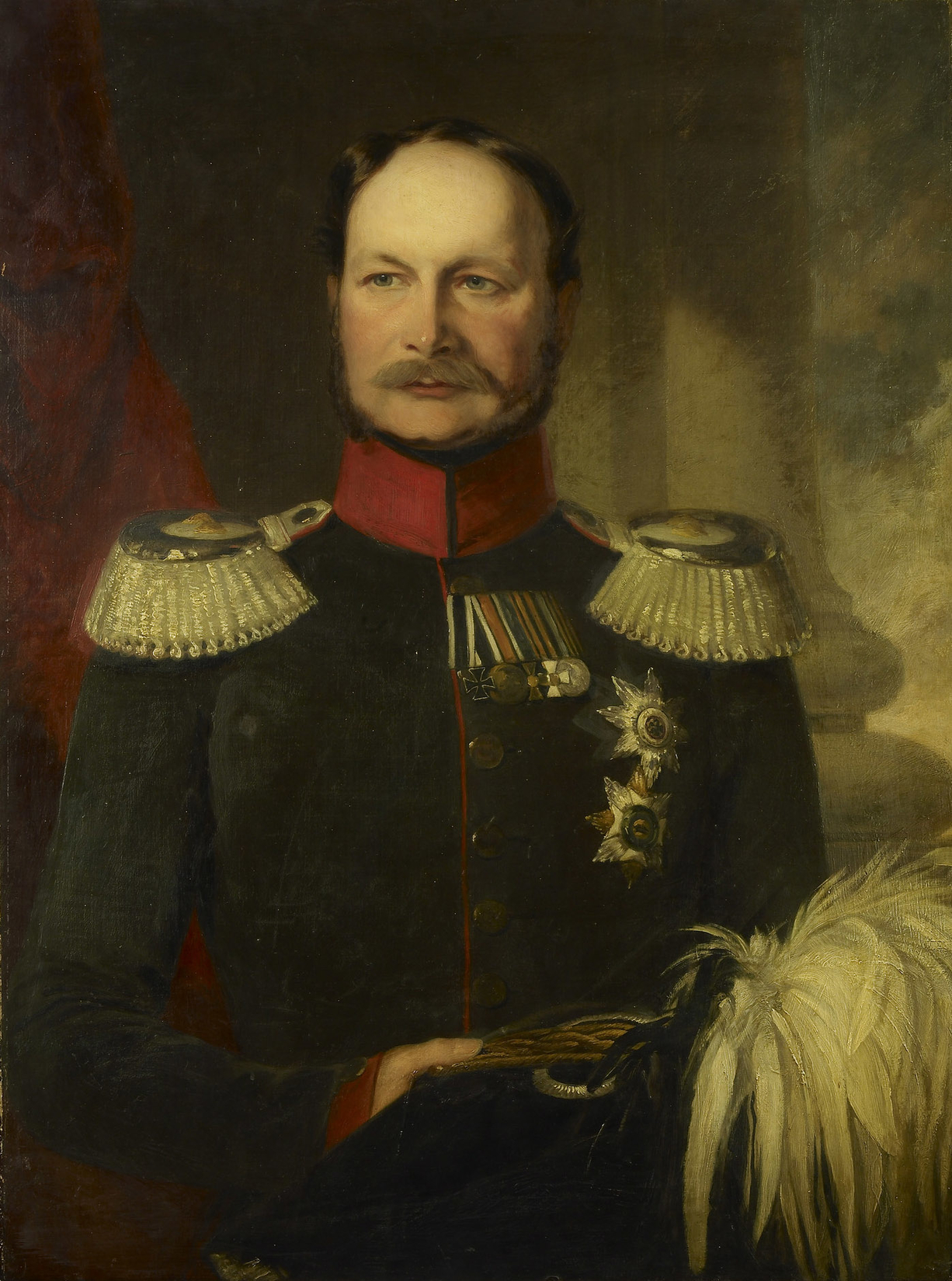
Il principe Guglielmo di Prussia in un ritratto di metà Ottocento eseguito da Frederick Richard Say.

Nell'ottobre del 1849, Guglielmo I divenne governatore generale della Renania e della Vestfalia, prendendo sede a Coblenza. Durante il suo periodo di residenza a Coblenza, Guglielmo e sua moglie si circondarono di intellettuali come lo storico Maximilian Wolfgang Duncker, August von Bethmann-Hollweg e Clemens Theodor Perthes. L'iniziale opposizione assoluta di Guglielmo alle idee liberali, col tempo si ammorbidì tanto più che egli cercò di mediare coi rivoltosi anziché puntare subito all'uso delle armi, ben conscio del fatto che si trattava essenzialmente di una guerra civile interna alla Germania.
Nel 1854, il principe venne elevato al rango di feldmaresciallo e creato governatore della fortezza di Magonza per conto della Confederazione Germanica. Gli eventi iniziarono a mutare significativamente dal 1857: Federico Guglielmo IV venne colpito da un ictus e rimase incapace di governare per il resto dei suoi anni sino alla sua morte, avvenuta poi nel 1861. Di conseguenza, nel gennaio del 1858, Guglielmo divenne principe reggente per conto di suo fratello, inizialmente temporaneamente e poi in maniera permanente. Contro i consigli che gli aveva dato suo fratello, Guglielmo giurò fedeltà alla costituzione prussiana e promise di renderla sempre più "solida e inviolabile". Guglielmo nominò il principe liberale Carlo Antonio di Hohenzollern-Sigmaringen quale suo primo ministro e per la Prussia iniziò così una nuova era.

### Guglielmo re di Prussia

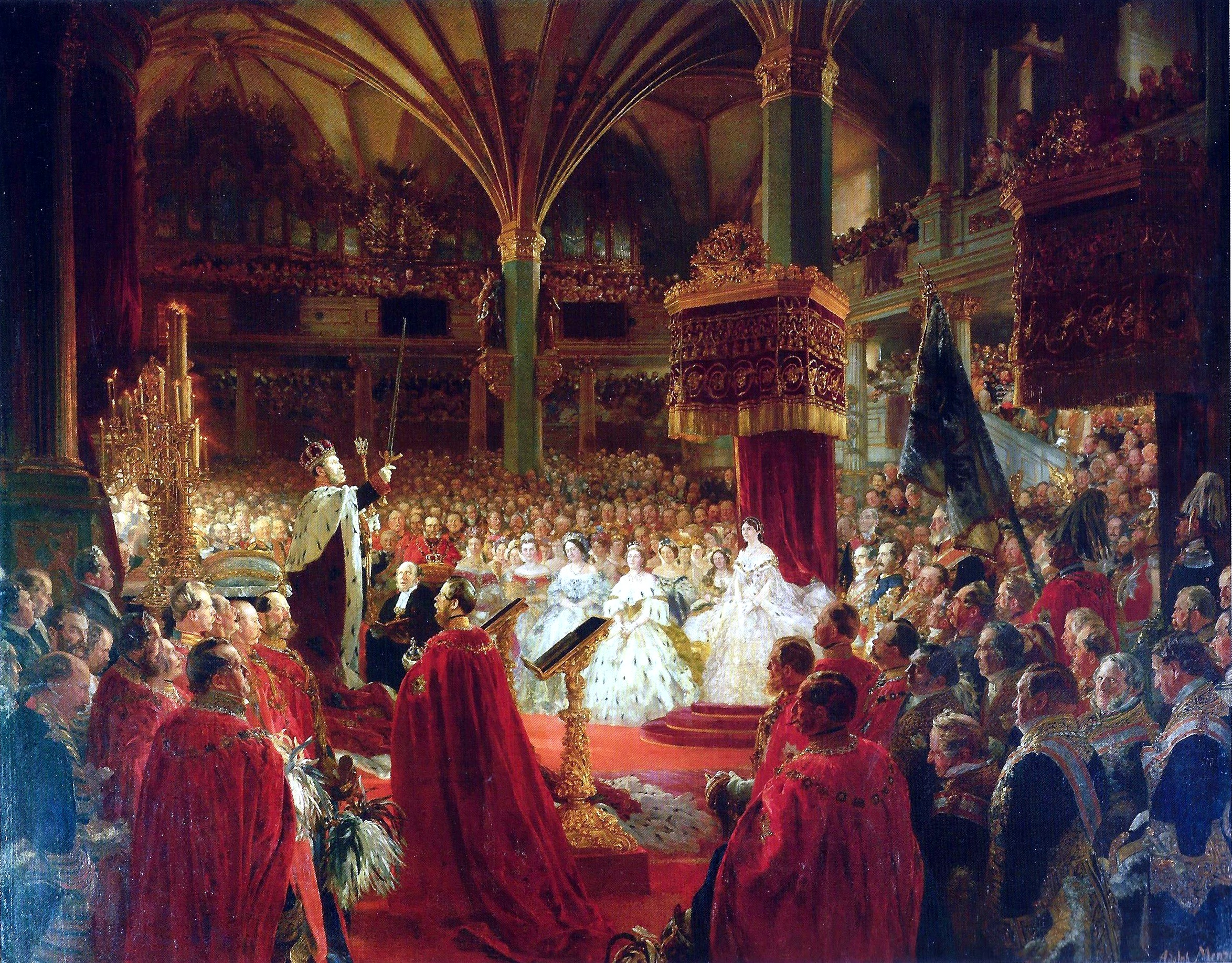
Dipinto raffigurante l'incoronazione di Guglielmo I come re di Prussia

Il 2 gennaio 1861 Federico Guglielmo IV morì e Guglielmo ascese al trono prussiano con il nome di Guglielmo I. A luglio, uno studente di Lipsia tentò di assassinarlo, ma lo ferì solo lievemente. Come Federico I di Prussia, Guglielmo scelse di portarsi a Königsberg per incoronarsi da solo alla Schlosskirche. Guglielmo scelse per l'occasione l'anniversario della battaglia di Lipsia, il 18 ottobre, e quella fu la prima incoronazione ufficiale di un sovrano prussiano dal 1801 e l'unica di un sovrano tedesco nel XIX secolo. Guglielmo si rifiutò di accondiscendere al desiderio espresso da suo fratello nel suo testamento, quello cioè di abrogare la costituzione prussiana.

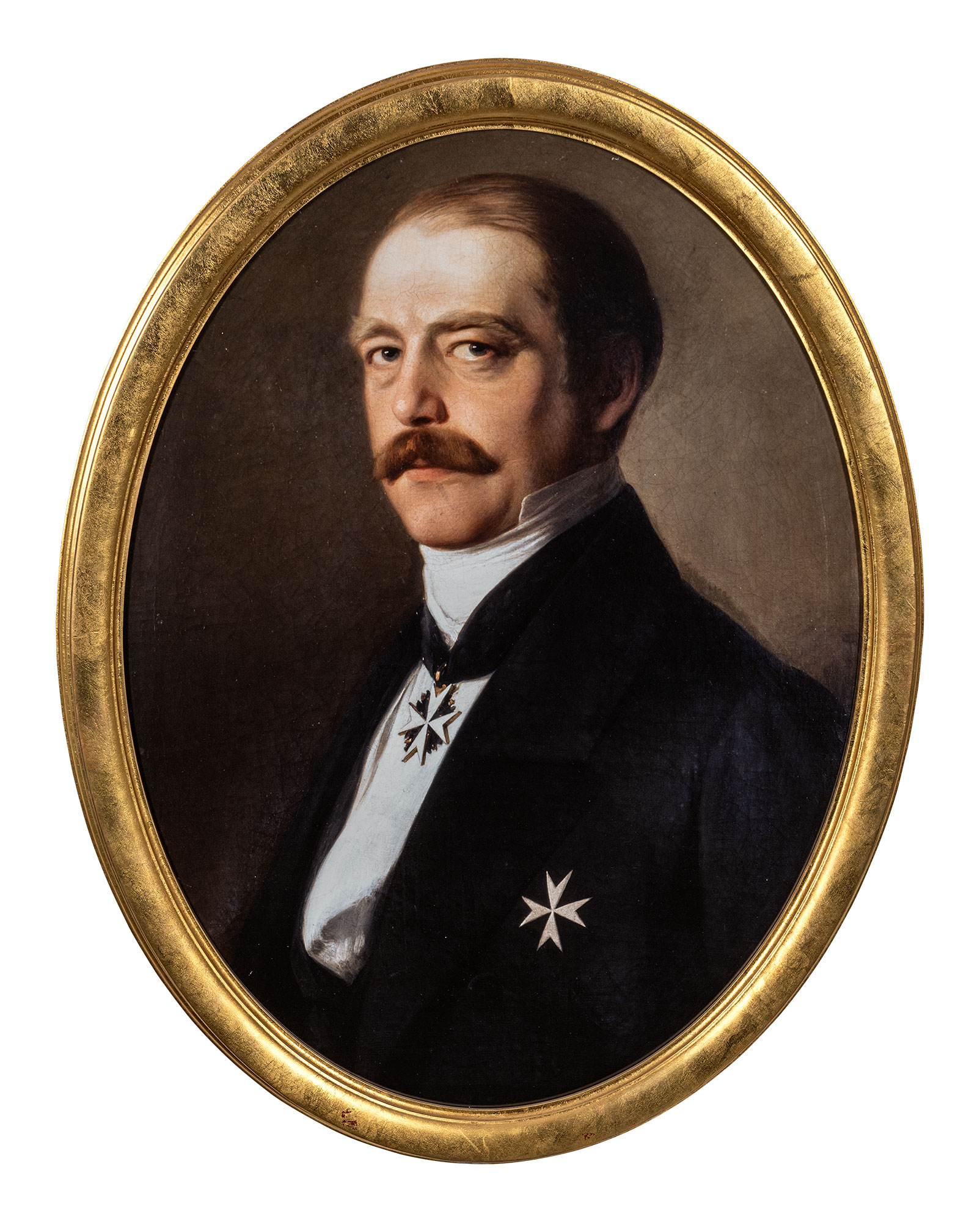
Il cancelliere Otto von Bismarck in un ritratto del 1858

Dal fratello, però, oltre alla corona, Guglielmo ereditò anche i contrasti col parlamento, di stampo liberale. Il nuovo sovrano era considerato politicamente neutrale, dal momento che operava nell'ambito parlamentare meno di quanto avesse fatto Federico Guglielmo. Nel 1862 il landtag si rifiutò di incrementare la spesa militare dello stato per implementare il numero di soldati dell'esercito permanente da 150.000 a 200.000. Ad ogni modo, la parte più controversa del progetto di legge era la lunghezza del servizio militare obbligatorio, inizialmente di un solo anno, poi portato a due anni nel 1856 e che ora si intendeva portare a tre anni totali. Quando tale richiesta venne rifiutata, Guglielmo pensò in un primo momento di abdicare, ma suo figlio, il principe ereditario, si oppose strenuamente a quest'idea. Guglielmo, quindi, su consiglio di Roon, riuscì a trovare una soluzione conservatrice per il conflitto: nominò Otto von Bismarck come suo primo ministro (Cancelliere). Secondo la costituzione prussiana, il primo ministro era responsabile delle proprie azioni unicamente verso il re e non verso il parlamento e Bismarck era l'uomo perfetto perché, per la sua tempra, tendeva a vedere la propria relazione con Guglielmo I come un rapporto tra vassallo e signore. Fu comunque Bismarck a tenere le redini del governo ed a dirigerne l'andamento, così come gli affari inerenti alla casa reale e alla politica estera, fornendo in molte occasioni l'assistenza giusta a Guglielmo I.

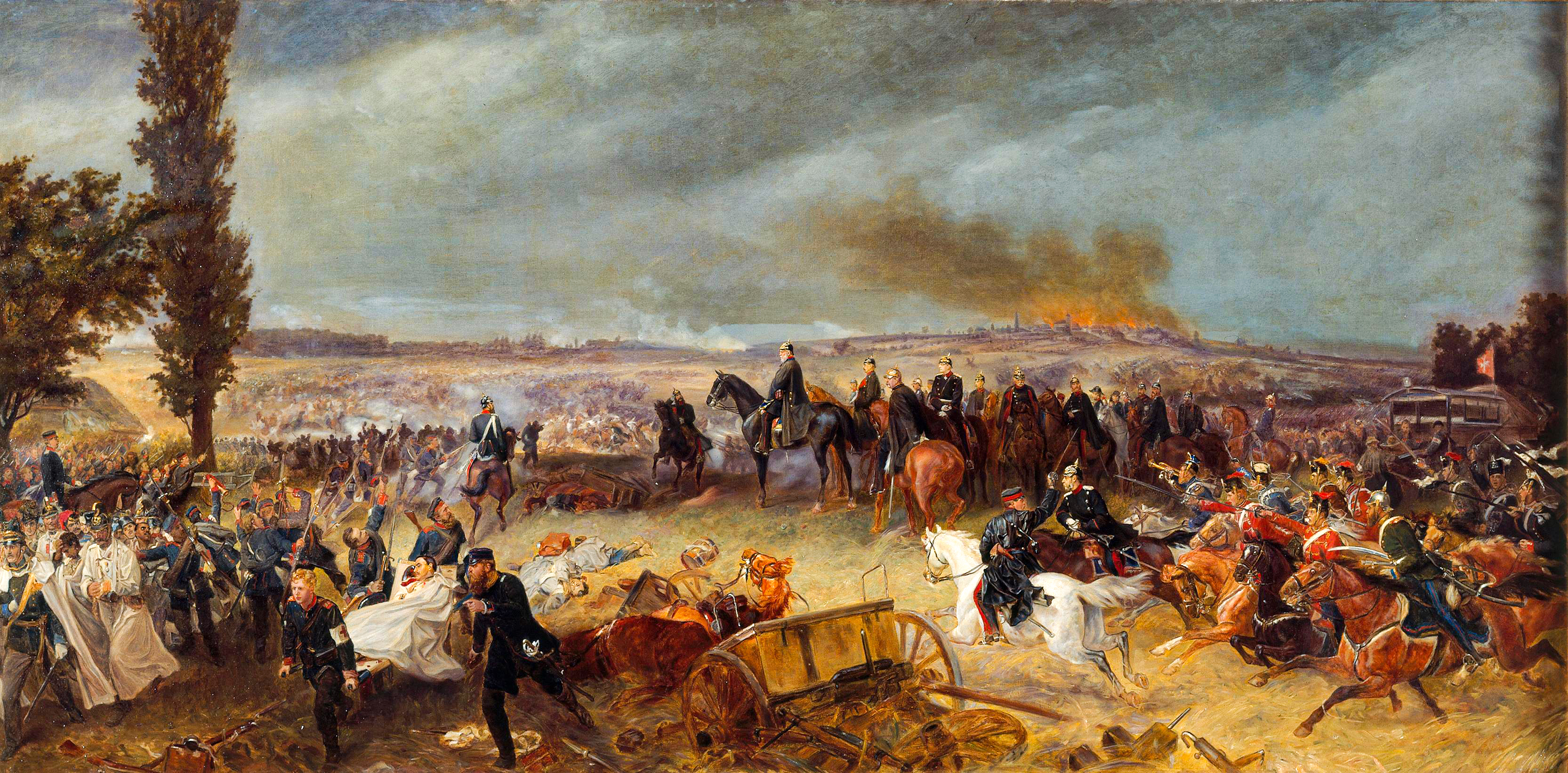
Guglielmo a cavallo, accompagnato da Bismarck, Moltke, Roon e da altri alti ufficiali, mentre osserva lo svolgimento della battaglia di Königgrätz, 1866

Durante il suo regno come re di Prussia, Guglielmo fu comandante in capo di tutte le forze prussiane nella seconda guerra dello Schleswig contro la Danimarca nel 1864 e nella guerra austro-prussiana del 1866. Dopo che quest'ultima venne vinta dalla Prussia, Guglielmo era intenzionato a marciare su Vienna e ad annettere l'Austria ai domini prussiani, ma venne dissuaso dal farlo sia da Bismarck sia dal principe ereditario. Bismarck era intenzionato a terminare velocemente il conflitto, così da permettere alla Prussia di allearsi con l'Austria se necessario. Durante una discussione accesa, Bismarck minacciò di dimettersi se Guglielmo avesse insistito nella sua idea di continuare con la conquista di Vienna ed alla fine ebbe la meglio. Guglielmo dovette accontentarsi de facto di essere così divenuto sovrano dei due terzi della Germania, avendo annesso molti degli stati un tempo alleati dell'Austria a nord del fiume Meno, come ad esempio lo Schleswig-Holstein ed il ducato di Sassonia-Lauenburg che venne unito alla Prussia in unione personale (piena unione dal 1878).
Nel 1867, venne costituita la Confederazione Germanica del nord come una federazione di stati della Germania centro-settentrionale sotto la presidenza permanente del re prussiano. Guglielmo assunse il Bundespräsidium, ovvero la presidenza della Confederazione, incarico che per legge divenne ereditario legato alla corona prussiana. Egli ad ogni modo non era expressis verbis capo di Stato, ma lo era nella sostanza. Bismarck intenzionalmente evitò titoli come quello di "presidente" che sarebbe suonato troppo repubblicano. Guglielmo divenne costituzionalmente quindi Bundesfeldherr, ovvero comandante di tutte le forze armate federali.
L'ultimo conflitto che Guglielmo I combatté come re di Prussia fu la guerra franco-prussiana contro la secolare nemica, la Francia. Al termine di questo conflitto, che ebbe inizio nel 1870, gli stati della Germania meridionale si unirono alla Confederazione Germanica del nord ed andarono de facto a costituire l'impero tedesco. Il titolo di Bundespräsidium venne sostituito da quello di imperatore.

### Primo imperatore della Germania moderna

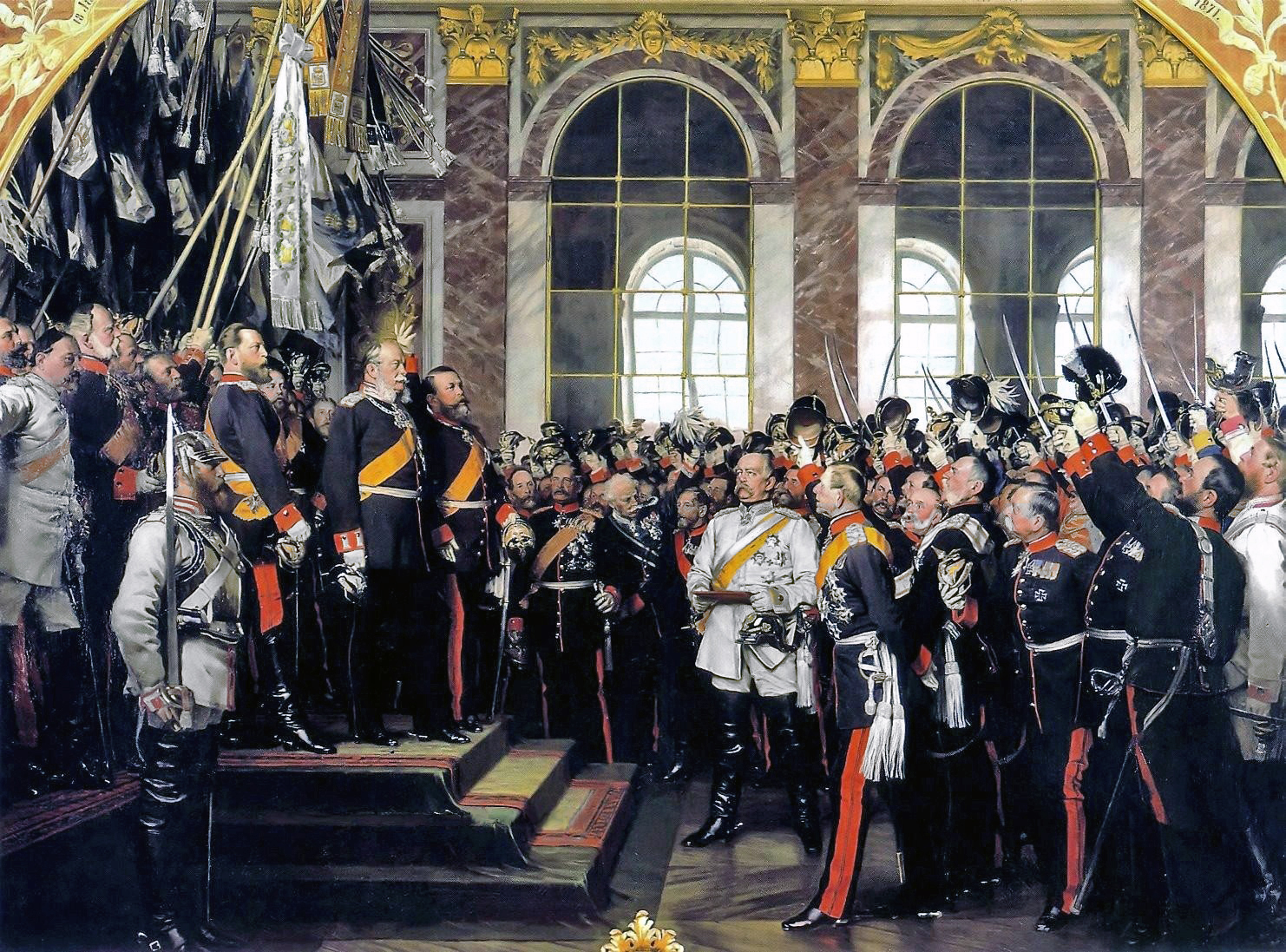
La proclamazione di Guglielmo I a imperatore tedesco nella Galleria degli Specchi della reggia di Versailles

Grazie alle guerre portate avanti dal "Cancelliere di ferro" (contro la Danimarca nel 1864, l'Impero austriaco nel 1866 e la Francia nel 1870-1871), Guglielmo I giunse infine a cingere la corona di imperatore del Reich tedesco il 18 gennaio 1871, nel palazzo di Versailles in Francia, ove egli venne ufficialmente dichiarato sovrano. Il titolo di "Imperatore tedesco" venne scelto dallo stesso Bismarck dopo una lunga discussione sul carattere federale da dare al nuovo impero. Guglielmo, per le proprie ambizioni politiche, avrebbe preferito il titolo di "Imperatore di Germania", che ad ogni modo era chiaro non sarebbe stato accettato dagli altri monarchi tedeschi, che pure continuavano formalmente a detenere il potere effettivo nei loro stati, così come Guglielmo continuava a regnare autonomamente sulla Prussia.
Inoltre l'antico titolo di Imperatore di Germania avrebbe generato inevitabilmente la pretesa su altre terre esterne ai confini della Germania del 1871 (con l'intento di ricostituire l'impero creato da Carlo V, provocando così altre guerre). Guglielmo riuscì dove il fratello aveva fallito, in quanto Federico Guglielmo aveva rifiutato il titolo di imperatore offertogli dalla dieta rivoluzionaria tedesca perché ad offriglielo era la volontà popolare. Guglielmo, invece, riuscì a diventare imperatore "per grazia di Dio" per merito dell'operato di Bismarck.

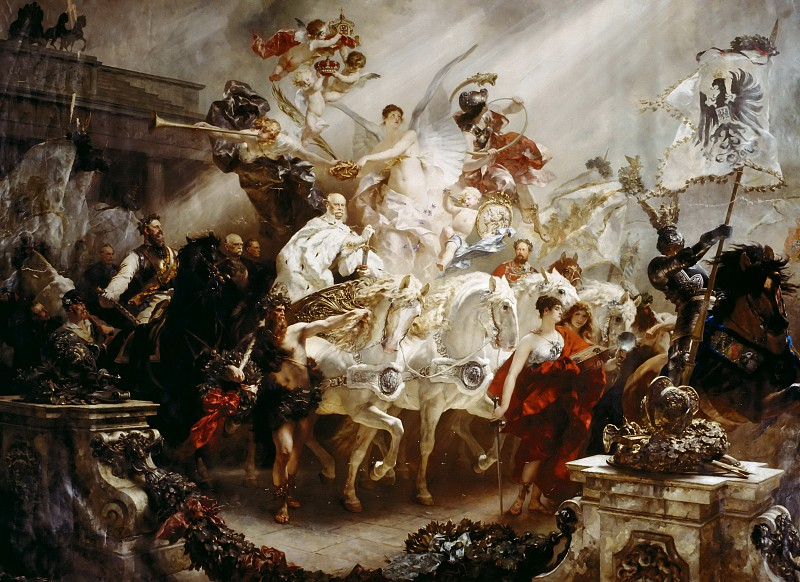
L'apoteosi di Guglielmo I di Germania, dipinto di Ferdinand Keller.

Con questa cerimonia, inoltre, la Confederazione Tedesca del Nord (1867–1871) venne trasformata nel vero e proprio Impero tedesco ("Kaiserreich", 1871 – 1918). Il nuovo impero si presentava come una confederazione di stati; l'imperatore ne era il capo di Stato ed il presidente (primus inter pares) dei monarchi federati (i re di Baviera, Württemberg e Sassonia, i granduchi di Baden, Meclemburgo ed Assia e molti altri principati, tra cui le libere città di Amburgo, Lubecca e Brema).
La sua elezione, però, non placò le insurrezioni ed il malcontento locale per il nuovo assetto dell'area germanica e l'11 maggio 1878 Max Hödel fallì nel tentativo di assassinare Guglielmo a Berlino. Un secondo attentato venne tentato il 2 giugno di quello stesso anno dall'anarchico Karl Nobiling, che riuscì solo a ferire Guglielmo prima di provare a suicidarsi e morire tre mesi dopo per le ferite riportate. Questi due attentati divennero il pretesto per l'istituzione delle leggi anti-socialiste, che vennero introdotte dal governo Bismarck col supporto di gran parte del Reichstag a partire dal 18 ottobre 1878, col proponimento chiaro di combattere i socialisti ed i movimenti di classe. Le leggi privarono il Partito Socialdemocratico di Germania del proprio status legale e proibirono tutte le organizzazioni di lavoratori, oltre a sopprimere molti giornali di stampo socialista e confiscare i testi di letteratura socialista. Malgrado questo, il socialismo faceva sempre più presa sulla popolazione e molte di queste leggi vennero abolite, per la pressione delle masse, dal 1º ottobre 1890.

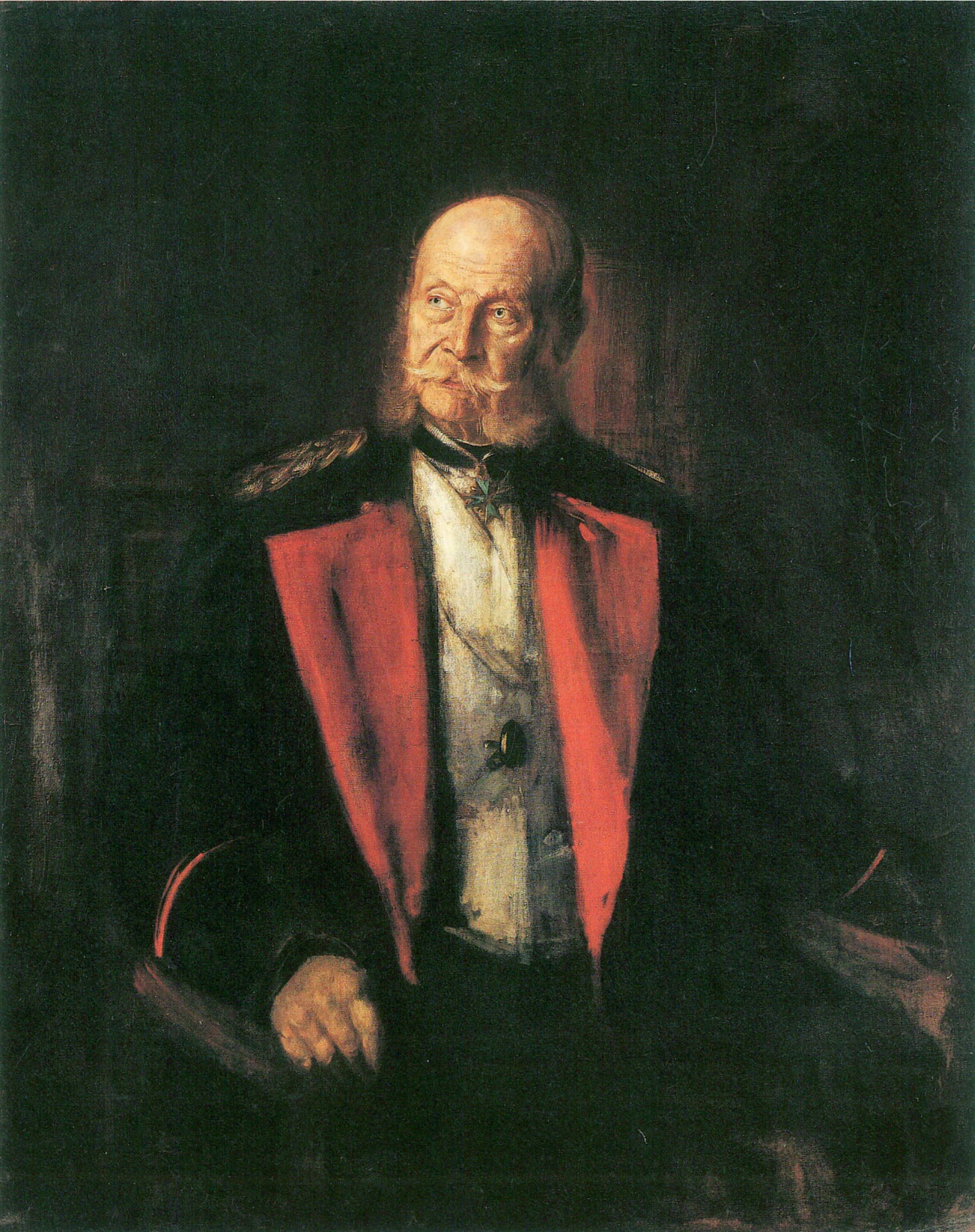
Guglielmo I di Germania in un ritratto di Franz von Lenbach.

Nell'agosto del 1878, lo zar Alessandro II di Russia, nipote di Guglielmo I, scrisse una lettera (divenuta nota come Ohrfeigenbrief) lamentandosi con lo zio dei trattamenti degli interessi del popolo russo nel corso del Congresso di Berlino. In risposta Guglielmo, sua moglie Augusta ed il figlio Federico si portarono in Russia (contro il parere di Bismarck) per rispondere faccia a faccia allo zar. Nel contempo, sempre sotto minaccia di dimettersi, Bismarck riuscì a strappare a Guglielmo una nuova alleanza con l'Austria che venne sottoscritta nell'ottobre dell'anno successivo e che prese il nome di Duplice alleanza (Zweibund), diretta contro la Russia.
Un nuovo tentativo di assassinio fallì il 18 settembre 1883 quando Guglielmo si portò ad inaugurare il Niederwalddenkmal a Rüdesheim. Un gruppo di anarchici aveva preparato un attacco dinamitardo ma fallì a causa del tempo piovoso.
La Conferenza di Berlino del 1884-85 organizzata da Otto von Bismarck vide la formalizzazione della corsa all'Africa ed incentivando così il colonialismo tedesco; infatti, durante il regno di Guglielmo I vennero istituite le colonie di Togo, Camerun, Africa orientale tedesca (Tanganica e Ruanda-Urundi) e Africa del Sud-Ovest in Africa, mentre nel Pacifico i tedeschi s'insediarono in Nuova Guinea, colonizzando anche le Bismarck, le Salomone, Nauru e le Marshall.
Massone, nel 1853 iniziò suo figlio Federico nella "Große Landesloge der Freimaurer von Deutschland".

### Gli ultimi anni

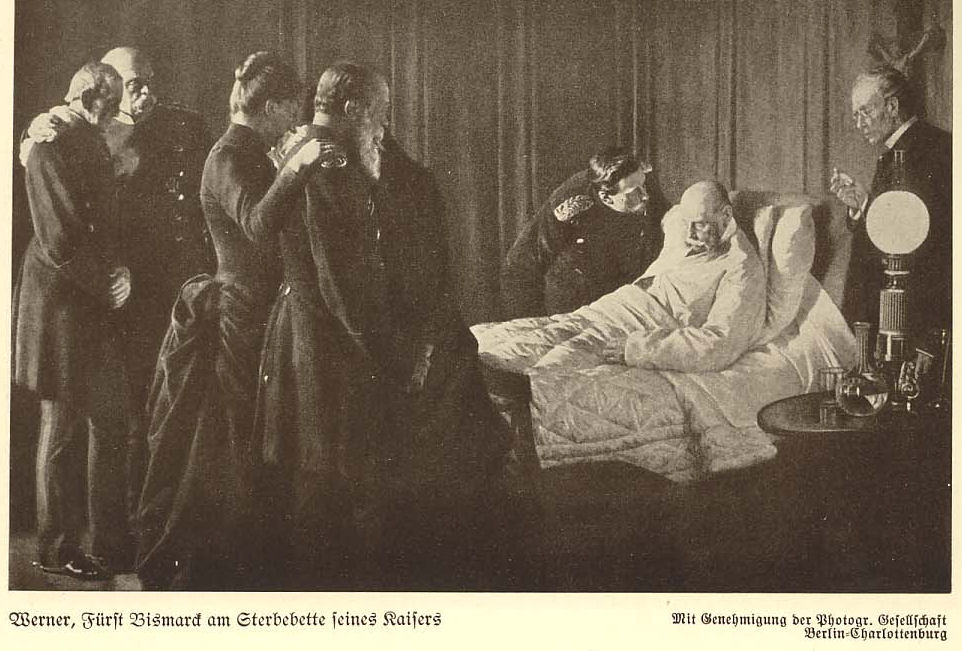
Dipinto di Anton von Werner raffigurante la morte di Guglielmo I

Dopo la sua proclamazione al ruolo di imperatore, lo spirito di Guglielmo I si rilassò notevolmente anche in virtù dell'età ormai avanzata, concedendosi spesso momenti per i suoi piaceri privati come la caccia nella foresta demaniale di Göhrde e presso il castello di Königs Wusterhausen, poco più a sud di Berlino. Nel dicembre 1883, il granduca Carlo Alessandro di Sassonia-Weimar-Eisenach ed il duca Ernesto I di Sassonia-Altenburg furono suoi ospiti per tale scopo, come pure l'imperatore visitò frequentemente le terme di Bad Ems, Baden-Baden e Bad Gastein.

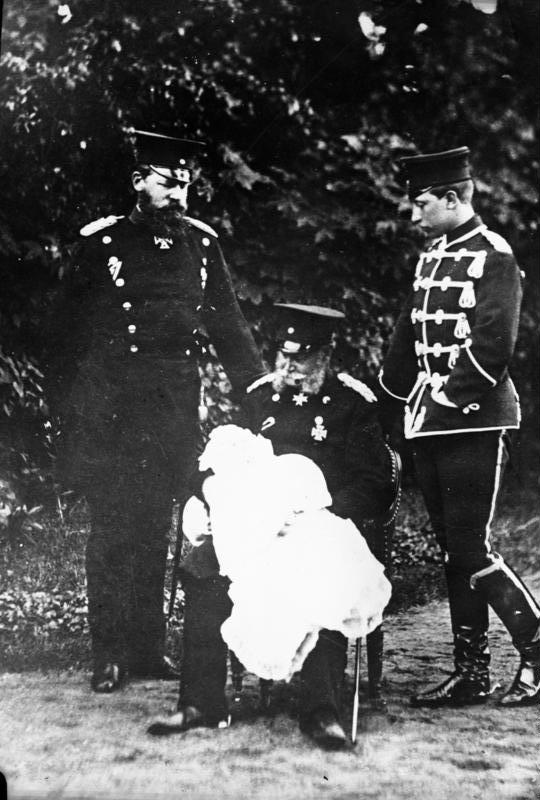
I "tre imperatori" che si succedettero nel 1888: Guglielmo I (seduto), Federico III a sinistra e Guglielmo II a destra

In particolare durante gli ultimi suoi anni di vita, Guglielmo godette di una notevole popolarità dal momento che per molti tedeschi egli incarnava l'immagine della "vecchia Prussia" con le sue tradizioni e nel contempo della novità dell'impero tedesco.

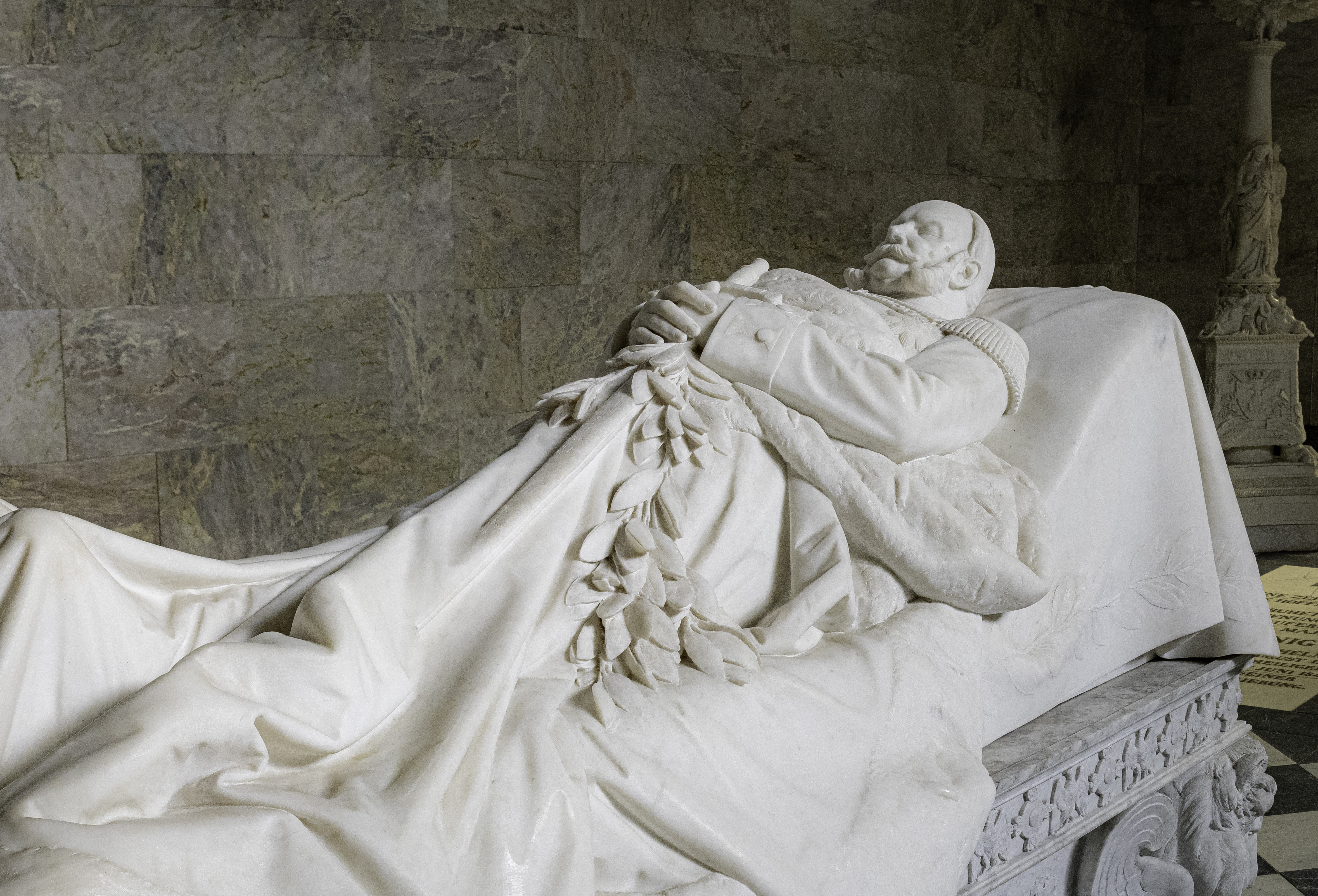
Tomba di Guglielmo I di Germania nel mausoleo del Castello di Charlottenburg a Berlino

Nel maggio del 1885, Guglielmo I manifestò le prime problematiche di salute. L'ambasciatore francese Elbet, che ebbe modo di vedere Guglielmo I nell'ottobre del 1886, disse che l'imperatore si trovava in piedi ma che sembrava cauto nel muoversi e gli era complesso pensare e parlare. Si spense a seguito di una breve malattia il 9 marzo 1888 presso l'Altes Palais del quartiere Unter den Linden di Berlino e venne sepolto il 16 marzo nel mausoleo del parco del castello di Charlottenburg dopo i funerali svoltisi nella cattedrale di Berlino ai quali presero parte 200.000 persone. Gli succedette per un breve periodo di tempo (99 giorni) il figlio Federico III che morì in quello stesso anno per un cancro alla gola diagnosticatogli l'anno precedente e di cui lo stesso Guglielmo I era stato informato, lasciando così spazio alla successione di suo nipote Guglielmo II. L'anno 1888 divenne così noto come anno dei tre imperatori per l'avvicendarsi di queste tre figure al trono tedesco.

## Matrimonio ed eredi
Guglielmo nel 1829 sposò Augusta di Sassonia-Weimar-Eisenach, dalla quale ebbe due figli:
- Federico (1831 - 1888); suo successore sul trono tedesco dal 1888, sposò Vittoria di Gran Bretagna
- Luisa (1838 - 1923), sposò Federico I, granduca del Baden.

## Carattere e personalità

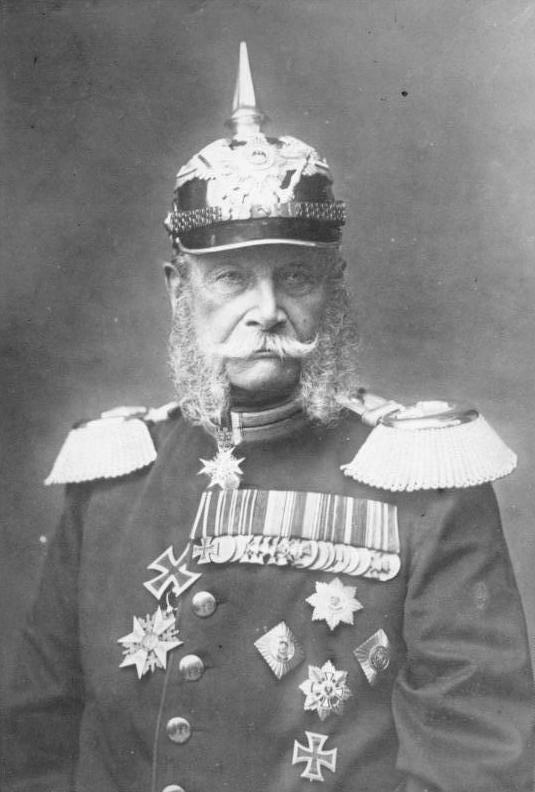
Guglielmo I di Germania in una fotografia dell'epoca

Guglielmo I prese raramente parte alla politica nazionale della sua epoca, dal momento che l'intera sua amministrazione venne affidata al suo primo ministro Bismarck del quale egli aveva la massima fiducia. Bismarck disse a tal proposito: "Un re può mettersi in gioco e fare qualcosa solo se si oppone". Tuttavia, Guglielmo I manifestò sempre un serio attaccamento al proprio luogo e si rifiutò di accettare le proposte del suo primo ministro se non adeguatamente sostenute da argomentazioni.
Caratterialmente, Guglielmo I era di spirito cavalleresco e militaresco, incapace di mentire o di infrangere promesse e una volta data la sua parola era incrollabile. Bismarck disse a tal proposito: "Era sempre difficile convincere il vecchio a mettersi a sedere, ma una volta ottenuto il suo sostegno, lo mantiene sempre. Era una persona sincera, onesta e affidabile".
Sebbene credesse nel diritto divino dei sovrani, era una persona umile che non si dimenticava mai di essere rispettoso degli altri. Stese un tappeto nella sua stanza per evitare che i suoi passi risuonassero infastidendo gli altri all'esterno o al piano inferiore. Non aveva paura o gelosia del fatto che la fama di Bismarck o Moltke fossero superiori alla sua. Credeva altrettanto fermamente ad ogni modo che l'esercito fosse il nerbo principale attorno al quale si sosteneva la Prussia e che esso fosse l'unico elemento che potesse proteggere un trono dalla rivoluzione.

### Il rapporto con Bismarck

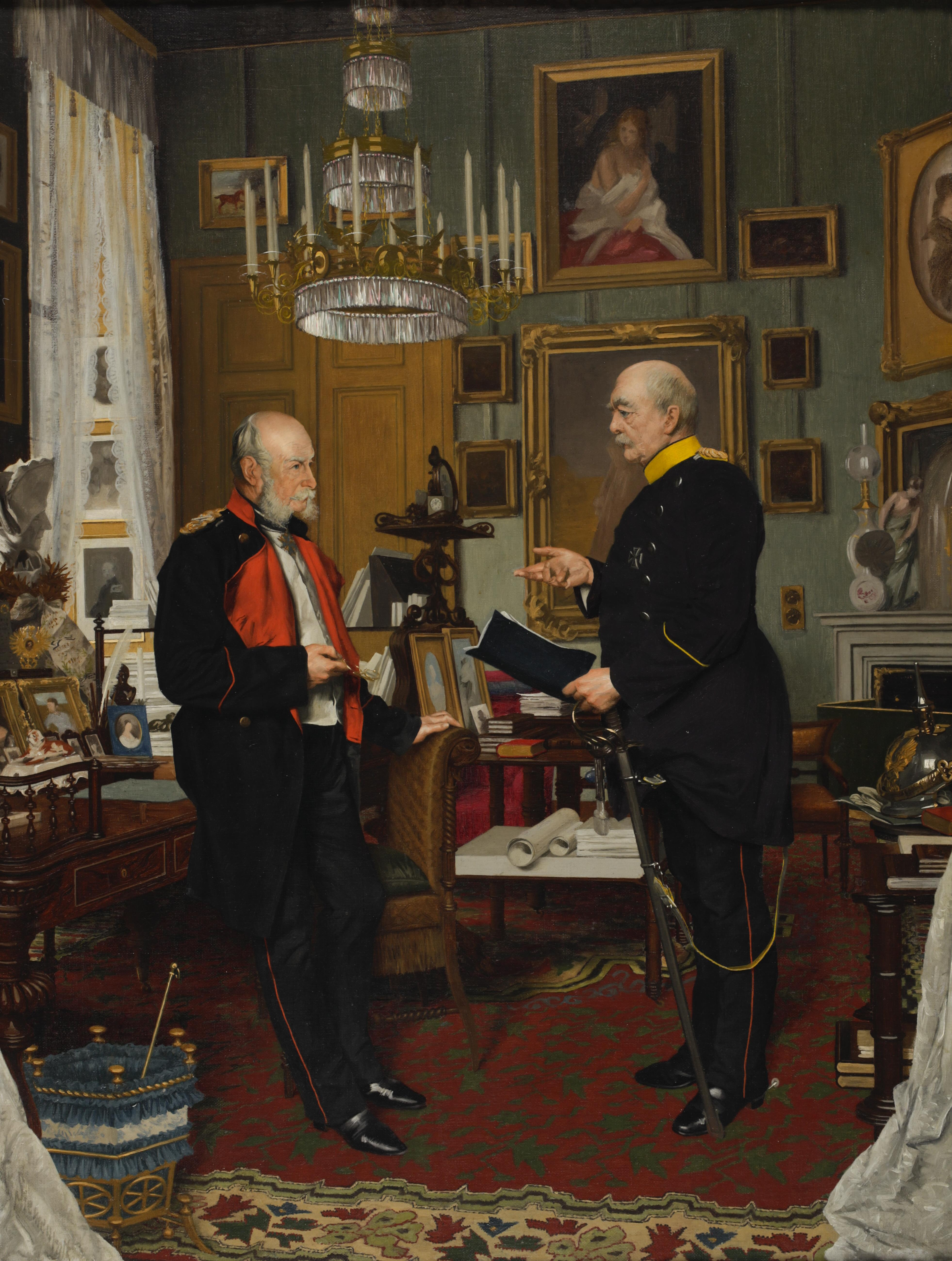
Guglielmo I e Bismarck in un'illustrazione d'epoca

Da quando Guglielmo I nominò Bismarck al ruolo di primo ministro prussiano il 23 settembre 1862, egli continuò a servirsi della sua figura per i venticinque anni successivi del suo regno. Tra i due vi era stima, ma non correva buon sangue.
Immediatamente dopo aver nominato Bismarck, Guglielmo ebbe a dichiarare: "Quest'uomo è inquietante per me. Mi fa sentire ripugnante nel mio cuore". Ai posteri, Guglielmo I confidò: "Non è facile essere un imperatore con la presenza di un tale primo ministro". Tuttavia, Guglielmo I riconobbe a Bismarck l'essere "più importante per l'impero di me stesso" e continuò a respingere le ripetute richieste che gli pervenivano di far dimettere Bismarck dal suo ruolo in quanto lo riteneva personalmente "insostituibile con altri".
Il conte di Clarendon, ministro degli esteri britannico, considerava però Guglielmo I come un burattino nelle mani di Bismarck e più volte si riferì al primo ministro come "re Bismarck I". Malgrado ciò i rapporti tra i due non mancarono di essere anche particolarmente tesi nel corso degli anni di regno di Guglielmo, il quale puntò diverse volte a portare avanti delle riforme militari alle quali Bismarck non sempre accondiscendeva, vedendo oltre all'esercito anche altre priorità a fronte di uno stato che andava espandendosi come quello tedesco, sino ad includere realtà che erano rimaste separate per secoli, visione alla quale Guglielmo I pareva delle volte non essere in grado di adattarsi.
Fu solo con l'avanzare dell'età che Guglielmo I si affidò sempre più a Bismarck per la gestione totale dello stato, delegandogli quasi ogni impegno.

## Ascendenza
|                                           |                                                 |                                                        | Genitori                                          |  |  | Nonni |  |  | Bisnonni                     |  |  | Trisnonni                       |  |
|                                           |                                                 |                                                        |                                                   |  |  |       |  |  | Augusto Guglielmo di Prussia |  |  | Federico Guglielmo I di Prussia |  |
|                                           |                                                 |                                                        |                                                   |  |  |       |  |  | Augusto Guglielmo di Prussia |  |  | Federico Guglielmo I di Prussia |  |
|                                           |                                                 | Sofia Dorotea di Hannover                              |                                                   |  |  |       |  |  | Augusto Guglielmo di Prussia |  |  |                                 |  |
| Federico Guglielmo II di Prussia          |                                                 |                                                        |                                                   |  |  |       |  |  | Augusto Guglielmo di Prussia |  |  |                                 |  |
|                                           |                                                 | Luisa Amalia di Brunswick-Lüneburg                     | Ferdinando Alberto II di Brunswick-Lüneburg       |  |  |       |  |  |                              |  |  |                                 |  |
|                                           |                                                 | Luisa Amalia di Brunswick-Lüneburg                     | Ferdinando Alberto II di Brunswick-Lüneburg       |  |  |       |  |  |                              |  |  |                                 |  |
|                                           |                                                 | Luisa Amalia di Brunswick-Lüneburg                     | Antonietta Amalia di Brunswick-Wolfenbüttel       |  |  |       |  |  |                              |  |  |                                 |  |
| Federico Guglielmo III di Prussia         |                                                 | Luisa Amalia di Brunswick-Lüneburg                     |                                                   |  |  |       |  |  |                              |  |  |                                 |  |
|                                           |                                                 | Luigi IX d'Assia-Darmstadt                             | Luigi VIII d'Assia-Darmstadt                      |  |  |       |  |  |                              |  |  |                                 |  |
|                                           |                                                 | Luigi IX d'Assia-Darmstadt                             | Luigi VIII d'Assia-Darmstadt                      |  |  |       |  |  |                              |  |  |                                 |  |
|                                           |                                                 | Luigi IX d'Assia-Darmstadt                             | Carlotta di Hanau-Lichtenberg                     |  |  |       |  |  |                              |  |  |                                 |  |
| Federica Luisa d'Assia-Darmstadt          |                                                 | Luigi IX d'Assia-Darmstadt                             |                                                   |  |  |       |  |  |                              |  |  |                                 |  |
|                                           |                                                 | Carolina del Palatinato-Zweibrücken-Birkenfeld         | Cristiano III del Palatinato-Zweibrücken          |  |  |       |  |  |                              |  |  |                                 |  |
|                                           |                                                 | Carolina del Palatinato-Zweibrücken-Birkenfeld         | Cristiano III del Palatinato-Zweibrücken          |  |  |       |  |  |                              |  |  |                                 |  |
|                                           |                                                 | Carolina del Palatinato-Zweibrücken-Birkenfeld         | Carolina di Nassau-Saarbrücken                    |  |  |       |  |  |                              |  |  |                                 |  |
| Guglielmo I di Germania                   |                                                 | Carolina del Palatinato-Zweibrücken-Birkenfeld         |                                                   |  |  |       |  |  |                              |  |  |                                 |  |
|                                           | Carlo Ludovico Federico di Meclemburgo-Strelitz | Adolfo Federico II di Meclemburgo-Strelitz             |                                                   |  |  |       |  |  |                              |  |  |                                 |  |
|                                           | Carlo Ludovico Federico di Meclemburgo-Strelitz | Adolfo Federico II di Meclemburgo-Strelitz             |                                                   |  |  |       |  |  |                              |  |  |                                 |  |
|                                           | Carlo Ludovico Federico di Meclemburgo-Strelitz | Cristiana Emilia di Schwarzburg-Sonderhausen           |                                                   |  |  |       |  |  |                              |  |  |                                 |  |
| Carlo II di Meclemburgo-Strelitz          | Carlo Ludovico Federico di Meclemburgo-Strelitz |                                                        |                                                   |  |  |       |  |  |                              |  |  |                                 |  |
|                                           |                                                 | Elisabetta Albertina di Sassonia-Hildburghausen        | Ernesto Federico I di Sassonia-Hildburghausen     |  |  |       |  |  |                              |  |  |                                 |  |
|                                           |                                                 | Elisabetta Albertina di Sassonia-Hildburghausen        | Ernesto Federico I di Sassonia-Hildburghausen     |  |  |       |  |  |                              |  |  |                                 |  |
|                                           |                                                 | Elisabetta Albertina di Sassonia-Hildburghausen        | Sofia Albertina di Erbach-Erbach                  |  |  |       |  |  |                              |  |  |                                 |  |
| Luisa di Meclemburgo-Strelitz             |                                                 | Elisabetta Albertina di Sassonia-Hildburghausen        |                                                   |  |  |       |  |  |                              |  |  |                                 |  |
|                                           |                                                 | Giorgio Guglielmo d'Assia-Darmstadt                    | Luigi VIII d'Assia-Darmstadt                      |  |  |       |  |  |                              |  |  |                                 |  |
|                                           |                                                 | Giorgio Guglielmo d'Assia-Darmstadt                    | Luigi VIII d'Assia-Darmstadt                      |  |  |       |  |  |                              |  |  |                                 |  |
|                                           |                                                 | Giorgio Guglielmo d'Assia-Darmstadt                    | Carlotta di Hanau-Lichtenberg                     |  |  |       |  |  |                              |  |  |                                 |  |
| Federica Carolina Luisa d'Assia-Darmstadt |                                                 | Giorgio Guglielmo d'Assia-Darmstadt                    |                                                   |  |  |       |  |  |                              |  |  |                                 |  |
|                                           |                                                 | Maria Luisa Albertina di Leiningen-Dagsburg-Falkenburg | Cristiano Carlo di Leiningen-Dachsburg-Falkenburg |  |  |       |  |  |                              |  |  |                                 |  |
|                                           |                                                 | Maria Luisa Albertina di Leiningen-Dagsburg-Falkenburg | Cristiano Carlo di Leiningen-Dachsburg-Falkenburg |  |  |       |  |  |                              |  |  |                                 |  |
|                                           |                                                 | Maria Luisa Albertina di Leiningen-Dagsburg-Falkenburg | Caterina Polissena di Solms-Rödelheim-Assenheim   |  |  |       |  |  |                              |  |  |                                 |  |
|                                           |                                                 | Maria Luisa Albertina di Leiningen-Dagsburg-Falkenburg |                                                   |  |  |       |  |  |                              |  |  |                                 |  |

## Titolatura imperiale
Sua Maestà Imperiale e Reale Guglielmo I, per grazia di Dio, Imperatore tedesco e Re di Prussia; Margravio di Brandeburgo, Burgravio di Norimberga, Conte di Hohenzollern; Sovrano e Supremo Duca di Slesia e della Contea di Glatz; Granduca del Basso Reno e di Posen; Duca di Sassonia, di Westfalia, di Angria, di Pomerania, Lüneburg, Holstein e Schleswig, di Magdeburgo, di Brema, di Gheldria, Cleves, Jülich e Berg, Duca dei Venedi e dei Casciubi, di Crossen, Lauenburg e Meclemburgo; Langravio d'Assia e Turingia; Margravio dell'Alta e Bassa Lusazia; Principe di Orange; Principe di Rügen, della Frisia Orientale, di Paderborn e Pyrmont, di Halberstadt, Münster, Minden, Osnabrück, Hildesheim, di Verden, Cammin, Fulda, Nassau e Moers; Conte principesco di Henneberg, Conte di Mark, di Ravensberg, di Hohenstein, Tecklenburg e Lingen, di Mansfeld, Sigmaringen e Veringen; Signore di Francoforte.